# Scybalistodes regularis
Scybalistodes regularis là một loài bướm đêm trong họ Crambidae.